# ریچارد آلزبروک
ریچارد آلزبروک (انگلیسی: Richard Allsebrook؛ ۲۵ سپتامبر ۱۸۹۲ – ۱۹۶۱ (۶۸−۶۹ سال)) ،بازیکن فوتبال اهل بریتانیا بود.
از باشگاه‌هایی که در آن بازی کرده‌است می‌توان به باشگاه فوتبال نوتس کانتی اشاره کرد.